# حملات کمپ تاجی ۲۰۲۰
حملات کمپ تاجی ۲۰۲۰ (انگلیسی: 2020 Camp Taji attacks) حملات موشکی بودند که در ۱۱ و ۱۴ مارس ۲۰۲۰ رخ دادند و کمپ تاجی، در شمال بغداد، در استان بغداد، که میزبان نیروهای ائتلاف و ایالات متحده در عراق (گروه ضربت مشترک ترکیبی – عملیات عزم راسخ) است را هدف قرار دادند. سه سرباز ائتلاف کشته و ۱۸ سرباز ائتلاف زخمی شدند.

## حملات
در ۱۱ مارس ۲۰۲۰، ۲۹ موشک به کمپ تاجی اصابت کرد و دو آمریکایی و یک سرباز بریتانیایی از سپاه پزشکی ارتش سلطنتی که به گارد ایرلندی متصل بود، کشته شدند. این حمله ۱۴ سرباز، پیمانکار و پرسنل ائتلاف دیگر آمریکایی را زخمی کرد که حال پنج نفر از آنها وخیم بود. یکی از مجروحان ائتلاف، یک سرباز لهستانی شناسایی شد.
در ۱۴ مارس ۲۰۲۰، قبل از ساعت ۱۱:۰۰ صبح، حمله موشکی دیگری به کمپ تاجی رخ داد؛ بیش از ۲۵ موشک چینی ۱۰۷ میلی‌متری نوع ۶۳ به مجتمع ائتلاف و تأسیسات پدافند هوایی عراق و سه سرباز ائتلاف دیگر و دو سرباز عراقی اصابت کرد. نیروهای عراقی متعاقباً هفت پرتابگر موشک چندگانه با ۲۴ موشک پرتاب نشده پیدا کردند.

## پاسخ ایالات متحده
در ۱۱ مارس، سه هواپیمای جنگی منطقه‌ای در نزدیکی شهر البوکمال سوریه و استان الانبار عراق را هدف قرار دادند. وزارت دفاع ایالات متحده گزارش داد که ۴ انبار سلاح، یک کارخانه تولید سوخت و یک انبار موشک بالستیک هدف قرار گرفته‌اند.
در ۱۳ مارس پس از نیمه‌شب، ایالات متحده حملات هوایی علیه تأسیسات کتائب حزب‌الله در کربلا و سایر گروه‌های شبه‌نظامی تحت حشد شعبی (PMF) در استان بابل انجام داد. این حملات منجر به کشته شدن سه سرباز عراقی، دو پلیس و یک غیرنظامی شد. ۱۱ سرباز عراقی و همچنین پنج مبارز حشد شعبی زخمی شدند.

## واکنش‌ها به واکنش
مقامات نظامی و مذهبی عراق حملات انجام شده توسط ایالات متحده و بریتانیا در پاسخ به این حملات را محکوم کردند و وزیر امور خارجه عراق، محمد علی الحکیم، سفرای ایالات متحده و بریتانیا را در مورد این بمب‌گذاری احضار کرد و جلسه اضطراری برای تعیین اقدامات آینده برگزار شد. فرماندهی عملیات مشترک عراق اعلام کرد که این ادعا که حمله هوایی در پاسخ به حمله اولیه به پایگاه بوده است، منجر به «تشدید اوضاع» می‌شود و راه حلی ارائه نمی‌دهد. مقامات عراقی اظهار داشتند که «حمله هوایی جدید ایالات متحده خلاف «هرگونه مشارکتی» بوده است». علاوه بر این، سخنگوی وزارت امور خارجه ایران، عباس موسوی، گفت که این حملات مربوط به «حضور و رفتار» ایالات متحده در عراق است.